# Ancient Empires (seria)
Ancient Empires – seria strategicznych gier turowych przeznaczona na telefony komórkowe. Pierwsza część została wydana 4 marca 2004 roku, a jej następca, Ancient Empires II, ukazał się 17 czerwca 2005 roku. Druga część została wyróżniona m.in. tytułami gry komórkowej roku i najlepszej gry strategicznej na telefony komórkowe. Twórcy wzorowali się na takich produkcjach, jak The Settlers oraz Heroes of Might and Magic.

## Zasady gry
Gra jest strategią turową. Możliwy jest tryb pojedynczego gracza, jak również gra wieloosobowa. Poza wymienionymi typami rozgrywki istnieje również przewodnik zapoznający z podstawowymi zasadami.
Gra toczy się na mapie, oglądanej z góry w widoku 2D. Zróżnicowany teren wpływa na prędkość poruszania się jednostek oraz na premię do obrony (z wyjątkami – na przykład żywiołaki wody poruszają się szybko po akwenach wodnych i mają na nich bonus podczas walki).
Rekrutację nowych jednostek można przeprowadzić jedynie w zamku. Dochód królestwa jest zależny od ilości okupowanych domków.

### Skirmish
W tym typie rozgrywki każdy z graczy (użytkownik lub CPU) otrzymuje na początku zamek oraz głównego bohatera. W zależności od planszy, grać może od 2 do 4 graczy.
Celem gry jest wyeliminowanie przeciwnika. Osiągnąć to można poprzez okupację możliwie dużej ilości domków, co umożliwi kupno odpowiedniej ilości żołnierzy.

### Kampania
Istnieje kilka kampanii dla pojedynczego gracza o wzrastającym stopniu trudności. Misje polegają na transporcie ważnego kryształu, przejściu planszy grupką żołnierzy lub pokonaniu wrogów. Wygrywanie poszczególnych kampanii odkrywa kolejne mapy do skrimisha.

## Ancient Empires II
Druga część serii została wzbogacona m.in. o możliwość niszczenia wiosek przez katapulty, dodano nowe typy oddziałów oraz zwiększono rolę doświadczenia poszczególnych jednostek.

## Wyróżnienia
Gra Ancient Empires była nominowana do British Academy Games Awards w kategorii gier mobilnych. Jej kontynuacja, Ancient Empires II, została uznana przez Akademię Sztuk i Nauk Interaktywnych za grę komórkową roku, a serwis IGN wyróżnił ją tytułem najlepszej gry strategicznej na telefony komórkowe.